# Ciprian Bucur
Ciprian Bucur (ur. 1979) – rumuński urzędnik państwowy, z wykształcenia prawnik, w latach 2015–2017 minister delegowany ds. kontaktów z parlamentem.

## Życiorys
W 2004 ukończył studia prawnicze na Universitatea Titu Maiorescu w Bukareszcie, w 2009 uzyskał magisterium z analizy i rozwiązywania konfliktów w Școala Națională de Studii Politice și Administrative. Kształcił się też na kursach z zarządzania publicznego i obronności. Pracował jako doradca parlamentarny w Izbie Deputowanych, a następnie od 2012 jako kierownik działu w administracji rumuńskiego parlamentu. Działał w organizacjach prawniczych, został m.in. wiceprezesem stowarzyszenia prawa cywilnego i przewodniczącym organizacji zajmującej się socjologią prawa. 17 listopada 2015 objął stanowisko ministra energii w rządzie Daciana Cioloșa. Zakończył pełnienie tej funkcji wraz z całym gabinetem w styczniu 2017. W grudniu 2020 powołany na sekretarza generalnego Senatu.
Mąż piłkarki ręcznej Gabrielli Szűcs.